# Arthur von Wrochem
Arthur Karl Ernst Ludwig von Wrochem (* 1. Mai 1847 in Ohlau; † 15. Juli 1921 in Hirschberg) war ein preußischer Generalmajor.

## Leben

### Herkunft
Arthur entstammte der II. Linie des schlesischen Uradelsgeschlecht von Wrochem. Er war ein Sohn des preußischen Landrats Karl von Wrochem (1809–1872) und dessen Ehefrau Agnes, geborene Freiin von der Recke (* 1826). Zu seinen sechs Geschwistern zählten der preußische Generalmajor Walther von Wrochem (1848–1907) sowie die beiden Generalleutnante Hans (1853–1914) und Alfred von Wrochem (1857–1915). Die Schwester Elisabeth war mit dem preußischen Generalleutnant Werner von Heynitz (1854–1928) verheiratet.

### Militärkarriere
Nach seiner Erziehung im elterlichen Hause und dem Abitur am Gymnasium in Hirschberg trat Wrochem während des Deutschen Krieges am 18. Juni 1866 als Avantageur in das 3. Garde-Grenadier-Regiments Königin Elisabeth der Preußischen Armee ein. Er avancierte bis Anfang Februar 1868 zum Sekondeleutnant und wurde zu Beginn des Krieges gegen Frankreich in der Schlacht bei St. Privat durch einen Streifschuss am rechten Arm verwundet. Ab dem 22. August 1870 fungierte er als Adjutant des Füsilier-Bataillons und nahm im weiteren Kriegsverlauf an den Kämpfen bei Beaumont und Sedan sowie der Belagerung von Paris teil. Für sein Wirken erhielt Wrochem das Eiserne Kreuz II. Klasse.
Nach dem Friedensschluss war Wrochem ab Oktober 1873 mit einer einjährigen Unterbrechung zur weiteren Ausbildung an die Kriegsakademie kommandiert. Zwischenzeitlich zum Premierleutnant aufgestiegen, folgte von Februar 1878 bis Juli 1881 eine Kommandierung als Adjutant beim Gouvernement von Berlin. Mit der Beförderung zum Hauptmann trat Wrochem am 12. Juli 1881 in den Truppendienst zurück. Er diente zunächst als Chef der 8., später der 9. Kompanie im 6. Thüringischen Infanterie-Regiment Nr. 95. Nachdem er 1888 für mehrere Monate als Kompanieführer zum Lehr-Infanterie-Bataillon kommandiert worden war, erhielt Wrochem Ende Februar 1891 den Charakter als Major und Mitte Juni 1891 das Patent zu seinem Dienstgrad. Drei Monate später wurde er dem Grenadier-Regiment „Kronprinz Friedrich Wilhelm“ (2. Schlesisches) Nr. 11 aggregiert und mit der Ernennung zum Bataillonskommandeur am 25. März 1893 in das ebenfalls in Breslau stationierte Grenadier-Regiment „König Friedrich Wilhelm II.“ (1. Schlesisches) Nr. 10 versetzt. In gleicher Eigenschaft folgte Mitte November 1893 seine Versetzung nach Rastatt in das Infanterie-Regiment „von Lützow“ (1. Rheinisches) Nr. 25. Dort avancierte er Ende Mai 1897 zum Oberstleutnant und trat Mitte des Folgemonats zum Regimentsstab über. Daran schloss sich ab dem 22. März 1900 eine Verwendung als Oberst und Kommandeur des 1. Hessischen Infanterie-Regiments in Frankfurt am Main an. Anlässlich des Ordensfestes zeichnet ihn Wilhelm II. im Januar 1893 mit dem Kronen-Orden II. Klasse aus, bevor er am 18. April des Jahres in Genehmigung seines Abschiedsgesuches und unter Verleihung des Charakters als Generalmajor mit der gesetzlichen Pension zur Disposition gestellt wurde. Er war Rechtsritter des Johanniterordens.

### Familie
Wrochem hatte sich am 15. Februar 1879 in Berlin mit Anna Freiin von Lyncker (1839–1905) verheiratet. In zweiter Ehe heiratete er am 4. Februar 1911 Elisabeth von Schell (1875–1914) und in dritter am 21. Mai 1917 Irma Freiin Laur von Münchhofen (* 1884). Die Ehen blieben kinderlos.